# Canadá en los Juegos Olímpicos de Los Ángeles 1932
Canadá estuvo representado en los Juegos Olímpicos de Los Ángeles 1932 por un total de 103 deportistas que compitieron en 10 deportes.  
El portador de la bandera en la ceremonia de apertura fue el boxeador George Maughan.

## Medallistas
El equipo olímpico canadiense obtuvo las siguientes medallas:
| Nombre | Deporte     | Competición              |
| --- | ----------- | ------------------------ |
| Oro |             |                          |
| Duncan McNaughton | Atletismo   | Salto de altura M        |
| Horace Gwynne | Boxeo       | Gallo (53,5 kg) M        |
| Plata |             |                          |
| Alex Wilson | Atletismo   | 800 m M                  |
| Hilda Strike | Atletismo   | 100 m F                  |
| Mildred Fizzell Lillian Palmer Mary Frizzel Hilda Strike                                                                        | Atletismo   | 4 × 100 m F              |
| Daniel MacDonald | Lucha libre | 72 kg M                  |
| Ernest Cribb Harry Jones Peter Gordon Hubert Wallace Ronald Maitland George Gyles                                               | Vela        | 8 metre M                |
| Bronce |             |                          |
| Alex Wilson | Atletismo   | 400 m M                  |
| Phil Edwards | Atletismo   | 800 m M                  |
| Phil Edwards | Atletismo   | 1500 m M                 |
| Raymond Lewis James Ball Phil Edwards Alex Wilson                                                                               | Atletismo   | 4 × 400 m M              |
| Eva Dawes | Atletismo   | Salto de altura F        |
| Charles Pratt Noël de Mille | Remo        | Doble scull (M2x) M      |
| Earl Eastwood Joseph Harris Stanley Stanyar Harry Fry Cedric Liddell William Thoburn Donald Boal Albert Taylor George MacDonald | Remo        | Ocho con timonel (M8+) M |
| Philip Rogers Gerald Wilson Gardner Boultbee Kenneth Glass                                                                      | Vela        | 6 metre M                |